# Boulaincourt
Boulaincourt település Franciaországban, Vosges megyében. Lakosainak száma 63 fő (2022. január 1.). Boulaincourt Bouzanville, Forcelles-sous-Gugney, Fraisnes-en-Saintois és Frenelle-la-Grande községekkel határos.

## Népesség
A település népességének változása:
| Lakosok száma | 73   | 71   | 74   | 71   | 70   | 68   | 66   | 65   | 63   |
|               | 2013 | 2015 | 2016 | 2017 | 2018 | 2019 | 2020 | 2021 | 2022 |